# Lliga espanyola d'hoquei sobre patins masculina
|  | Aquest article és sobre la competició masculina. Per a la competició femenina, vegeu Lliga espanyola d'hoquei sobre patins femenina |

La Lliga espanyola d'hoquei patins, coneguda com a OK Lliga des de la temporada 2002-03 (i Parlem OK Lliga per motius de patrocini entre les temporades 2021-22 i 2023-24), és una competició esportiva de clubs espanyols d'hoquei sobre patins, creada l'any 1965 amb el nom de Liga Nacional. De caràcter anual, està organitzada per la Federació Espanyola de Patinatge. El campió de la competició originàriament i els primers classificats actualment disputen la temporada següent la Copa d'Europa. Els classificats en les posicions següents disputen la Copa de la CERS juntament amb el campió de la Copa del Rei.
Tots els títols se'ls reparteixen clubs catalans amb l'excepció dels vuit títols del Liceo HC gallec. Els més destacats són: Reus Deportiu, Igualada HC i FC Barcelona. La temporada 2013/14, l'argentí Pablo Álvarez, davanter del FC Barcelona, va aconseguir ser el màxim golejador de la OK Lliga, amb 56 gols, dues dianes més que la marca establerta la temporada 2004/05 pel també blaugrana Alberto Borregán.

## Clubs participants
A la temporada 2025-26 hi participen catorze equips:
- Pas Alcoi
- CP Rivas Las Lagunas
- Futbol Club Barcelona
- Parlem Calafell
- Recam Làser CH Caldes
- Club Esportiu Noia Freixenet
- Senergy Renovables Sant Just
- Igualada Rigat HC
- Deportivo Liceo
- Pons Lleida
- Cerdanyola CH
- Reus Deportiu Virginias
- SHUM Maçanet
- CP Voltregà Stern Motor

## Historial
| En negreta = Equip guanyador (1) = Nombre de campionats Nota: Noms dels equips segons l'època |

| Edició                                | Temp.                                | Campió                               | Resultat                             | Subcampió                            | refs                                 |
| Lliga Nacional d'hoquei sobre patins  | Lliga Nacional d'hoquei sobre patins | Lliga Nacional d'hoquei sobre patins | Lliga Nacional d'hoquei sobre patins | Lliga Nacional d'hoquei sobre patins | Lliga Nacional d'hoquei sobre patins |
| ------------------------------------- | ------------------------------------ | ------------------------------------ | ------------------------------------ | ------------------------------------ | ------------------------------------ |
| I                                     | 1964-65                              | CP Voltregà                          | 3-0                                  | Reus Deportiu                        | [ 3 ]                                |
| II                                    | 1965-66                              | Reus Deportiu                        | 3-0                                  | CP Vilanova                          | [ 6 ]                                |
| III                                   | 1966-67                              | Reus Deportiu                        | 6-2                                  | SF Sémolas Espona                    | [ 7 ]                                |
| IV                                    | 1967-68                              | DC Mataró                            | 4-1                                  | CP Vilanova                          | [ 8 ]                                |
| V                                     | 1968-69                              | Reus Deportiu                        | lligueta                             | RCD Espanyol                         | [ 9 ]                                |
| Divisió d'Honor d'hoquei sobre patins |                                      |                                      |                                      |                                      |                                      |
| I                                     | 1969-70                              | Reus Deportiu (1)                    | lligueta                             | AA Noia                              |                                      |
| II                                    | 1970-71                              | Reus Deportiu (2)                    | lligueta                             | AA Noia                              |                                      |
| III                                   | 1971-72                              | Reus Deportiu (3)                    | lligueta                             | FC Barcelona                         |                                      |
| IV                                    | 1972-73                              | Reus Deportiu (4)                    | lligueta                             | HC Sentmenat                         |                                      |
| V                                     | 1973-74                              | FC Barcelona (1)                     | lligueta                             | CP Voltregà                          |                                      |
| VI                                    | 1974-75                              | CP Voltregà (1)                      | lligueta                             | FC Barcelona                         |                                      |
| VII                                   | 1975-76                              | CP Voltregà (2)                      | lligueta                             | CP Vilanova                          |                                      |
| VIII                                  | 1976-77                              | FC Barcelona (2)                     | lligueta                             | Reus Deportiu                        |                                      |
| IX                                    | 1977-78                              | FC Barcelona (3)                     | lligueta                             | CP Voltregà                          |                                      |
| X                                     | 1978-79                              | FC Barcelona (4)                     | lligueta                             | Reus Deportiu                        |                                      |
| XI                                    | 1979-80                              | FC Barcelona (5)                     | lligueta                             | CP Tordera                           |                                      |
| XII                                   | 1980-81                              | FC Barcelona (6)                     | lligueta                             | AA Noia                              |                                      |
| XIII                                  | 1981-82                              | FC Barcelona (7)                     | lligueta                             | HC Liceo                             |                                      |
| XIV                                   | 1982-83                              | HC Liceo (1)                         | lligueta                             | FC Barcelona                         |                                      |
| XV                                    | 1983-84                              | FC Barcelona (8)                     | lligueta                             | CP Tordera                           |                                      |
| XVI                                   | 1984-85                              | FC Barcelona (9)                     | lligueta                             | HC Liceo                             |                                      |
| XVII                                  | 1985-86                              | HC Liceo (2)                         | lligueta                             | FC Barcelona                         |                                      |
| XVIII                                 | 1986-87                              | HC Liceo (3)                         | lligueta                             | FC Barcelona                         |                                      |
| XIX                                   | 1987-88                              | AA Noia (1)                          | lligueta                             | HC Liceo                             |                                      |
| XX                                    | 1988-89                              | Sant Genís Igualada (1)              | lligueta                             | Liceo Caixa Galicia                  | [ 10 ]                               |
| XXI                                   | 1989-90                              | Liceo Caixa Galicia (4)              | 2-1                                  | ONCE Igualada                        | [ 11 ]                               |
| XXII                                  | 1990-91                              | Liceo Caixa Galicia (5)              |                                      | ONCE Igualada                        |                                      |
| XXIII                                 | 1991-92                              | ONCE Igualada (2)                    |                                      | Liceo Caixa Galicia                  |                                      |
| XXIV                                  | 1992-93                              | Liceo Caixa Galicia (6)              | lligueta                             | ONCE Igualada                        | [ 12 ]                               |
| XXV                                   | 1993-94                              | ONCE Igualada (3)                    | 3-2                                  | FC Barcelona                         | [ 13 ]                               |
| XXVI                                  | 1994-95                              | ONCE Igualada (4)                    | 3-2                                  | FC Barcelona                         | [ 14 ]                               |
| XXVII                                 | 1995-96                              | FC Barcelona (10)                    | 3-2                                  | HC Liceo                             | [ 15 ]                               |
| XXVIII                                | 1996-97                              | Caprabo Igualada (5)                 | 3-1                                  | FC Barcelona                         | [ 16 ]                               |
| OK Lliga                              |                                      |                                      |                                      |                                      |                                      |
| XXIX                                  | 1997-98                              | FC Barcelona (11)                    | lligueta                             | CP Vic                               | [ 17 ]                               |
| XXX                                   | 1998-99                              | FC Barcelona (12)                    | lligueta                             | Liceo Airtel                         |                                      |
| XXXI                                  | 1999-00                              | FC Barcelona (13)                    | lligueta                             | Liceo Airtel                         |                                      |
| XXXII                                 | 2000-01                              | FC Barcelona (14)                    | 3-0                                  | CP Vic                               |                                      |
| XXXIII                                | 2001-02                              | FC Barcelona (15)                    | 3-0                                  | Caprabo IHC                          | [ 18 ]                               |
| XXXIV                                 | 2002-03                              | FC Barcelona (16)                    | 3-0                                  | Noia Freixenet                       | [ 19 ]                               |
| XXXV                                  | 2003-04                              | FC Barcelona (17)                    | 3-0                                  | Hormipresa Igualada                  |                                      |
| XXXVI                                 | 2004-05                              | FC Barcelona (18)                    | 3-1                                  | Alnimar Reus Deportiu                |                                      |
| XXXVII                                | 2005-06                              | FC Barcelona (19)                    | 3-1                                  | Alnimar Reus Deportiu                |                                      |
| XXXVIII                               | 2006-07                              | FC Barcelona (20)                    | 3-0                                  | Alnimar Reus Deportiu                |                                      |
| XXXIX                                 | 2007-08                              | FC Barcelona (21)                    | 3-2                                  | Alnimar Reus Deportiu                |                                      |
| XL                                    | 2008-09                              | FC Barcelona (22)                    | 3-0                                  | Conaisa Liceo                        |                                      |
| XLI                                   | 2009-10                              | FC Barcelona (23)                    | lligueta                             | Conaisa Liceo                        |                                      |
| XLII                                  | 2010-11                              | Reus Deportiu (5)                    | lligueta                             | Conaisa Liceo                        |                                      |
| XLIII                                 | 2011-12                              | FC Barcelona (24)                    | lligueta                             | Conaisa Liceo                        |                                      |
| XLIV                                  | 2012-13                              | Conaisa Liceo (7)                    | lligueta                             | FC Barcelona                         |                                      |
| XLV                                   | 2013-14                              | FC Barcelona (25)                    | lligueta                             | Conaisa Liceo                        |                                      |
| XLVI                                  | 2014-15                              | FC Barcelona (26)                    | lligueta                             | Conaisa Liceo                        |                                      |
| XLVII                                 | 2015-16                              | FC Barcelona (27)                    | lligueta                             | CP Vic                               |                                      |
| XLVIII                                | 2016-17                              | FC Barcelona (28)                    | lligueta                             | Reus Deportiu                        |                                      |
| XLIX                                  | 2017-18                              | FC Barcelona (29)                    | lligueta                             | HC Liceo                             |                                      |
| L                                     | 2018-19                              | FC Barcelona (30)                    | lligueta                             | HC Liceo                             | [ 20 ]                               |
| LI                                    | 2019-20                              | FC Barcelona (31)                    | lligueta                             | HC Liceo                             | [ 21 ]                               |
| LII                                   | 2020-21                              | FC Barcelona (32)                    | lligueta                             | HC Liceo                             | [ 22 ]                               |
| LIII                                  | 2021-22                              | HC Liceo (8)                         | 3–0                                  | Reus Virginias                       | [ 23 ]                               |
| LIV                                   | 2022-23                              | FC Barcelona (33)                    | 3–0                                  | HC Liceo                             | [ 24 ]                               |
| LV                                    | 2023-24                              | FC Barcelona (34)                    | 3–1                                  | Noia Freixenet                       | [ 25 ]                               |
| LVI                                   | 2024-25                              | FC Barcelona (35)                    | 3–0                                  | HC Liceo                             | [ 26 ]                               |

## Palmarès
| Equip                 | Campió | Subcampió | Anys campió | Anys subcampió |
| --------------------- | ------ | --------- | --- | --- |
| Futbol Club Barcelona | 35     | 9         | 1973-74, 1976-77, 1977-78, 1978-79, 1979-80, 1980-81, 1981-82, 1983-84, 1984-85, 1995-96, 1997-98, 1998-99, 1999-00, 2000-01, 2001-02, 2002-03, 2003-04, 2004-05, 2005-06, 2006-07, 2007-08, 2008-09, 2009-10, 2011-12, 2013-14, 2014-15, 2015-16, 2016-17, 2017-18, 2018-19, 2019-20, 2020-21, 2022-23, 2023-24, 2024-25 | 1971-72, 1974-75, 1982-83, 1985-86, 1986-87, 1993-94, 1994-95, 1996-97, 2012-13 |
| Hockey Club Liceo     | 8      | 20        | 1982-83, 1985-86, 1986-87, 1989-90, 1990-91, 1992-93, 2012-13, 2021-22 | 1981-82, 1984-85, 1987-88, 1988-89, 1991-92, 1995-96, 1998-99, 1999-00, 2008-09, 2009-10, 2010-11, 2011-12, 2013-14, 2014-15, 2017-18, 2018-19, 2019-20, 2020-21, 2022-23, 2024-25 |
| Reus Deportiu         | 5      | 8         | 1969-70, 1970-71, 1971-72, 1972-73, 2010-11 | 1976-77, 1978-79, 2004-05, 2005-06, 2006-07, 2007-08, 2016-17, 2021-22 |
| Igualada Hoquei Club  | 5      | 5         | 1988-89, 1991-92, 1993-94, 1994-95, 1996-97 | 1989-1990, 1990-1991, 1992-1993, 2001-02, 2003-2004 |
| Club Patí Voltregà    | 2      | 2         | 1974-75, 1975-76 | 1973-74, 1977-78 |
| Club Esportiu Noia    | 1      | 5         | 1987-88 | 1980-1981, 1969-70, 1970-71, 2002-03, 2023-24 |
| Club Patí Vic         | 0      | 3         | — | 1997-98, 2000-01, 2015-16 |
| Club Patí Tordera     | 0      | 2         | — | 1979-80, 1983-84 |
| Hoquei Club Sentmenat | 0      | 1         | — | 1972-73 |
| Club Patí Vilanova    | 0      | 1         | — | 1975-76 |